# Země Jeho Veličenstva
Země Jeho Veličenstva nebo Uprchlík nebo Útočiště (anglicky pod názvy „This Earth of Majesty“, „Refugee“, „Royal Prerogative“) je krátká vědeckofantastická povídka britského spisovatele Arthura C. Clarka z roku 1954.

## Námět
Velká Británie vybuduje svůj první kosmický přístav. Posádka kosmické lodi, jíž velí americký kapitán se chystá k odletu. Teprve mimo hranice atmosféry kapitán zjistí, že se na palubu dostal černý pasažér.

## Postavy
- princ Henry – korunní princ Anglie.
- Chambers – navigátor britské národnosti.
- Mitchell – pomocný pilot britské národnosti.
- kapitán Saunders – kapitán kosmické lodi, pochází z Dallasu v Texasu.

## Příběh
Kapitán Saunders, Američan, se chystá přijmout na palubu významného hosta – anglického korunního prince Henryho. Tento mladý muž není zdaleka suchopárný, zná spoustu technických věcí a během půlhodiny si při prohlídce lodi s kapitánem dobře popovídá. Ve Velké Británii byl vybudován kosmický přístav a Angličané jsou na něj hrdí. Saunders zjišťuje, co pro ně znamená tradice královského trůnu. Ale pro Henryho jsou veškeré ceremonie spíše nudnými záležitostmi, jeho tužby směřují k vesmírnému prostoru.
Kapitán Saunders se zdrží v Anglii několik dní, přičemž se zúčastní několika televizních pořadů. Když se blíží odlet, je rád, že má všechny společenské záležitosti za sebou a lituje prince Henryho, čím musí procházet. O náklad se mezitím postarali jeho britští zástupci – Mitchell a Chambers. Když se loď nachází ve vesmíru, znenadání někdo zaklepe na dveře kajuty. Kapitán je v šoku, nic takového nečekal. Z černého pasažéra se vyklube princ Henry, který toužil alespoň dočasně uniknout únavným společenským povinnostem. Nabízí kapitánovi své služby v kuchyni a Saunderse opouští jeho počáteční rozmrzelost.

## Česká vydání
Česky vyšla povídka v následujících sbírkách nebo antologiích:
Pod názvem Útočiště:
- Hlídka (Knižní klub, 1994)

Pod názvem Uprchlík:
- Odvrácená strana nebe (Baronet, 2008)

Pod názvem Země Jeho Veličenstva:
- Směr času (Polaris, 2002)[1]